# Abe Brouwer
Abe Brouwer (Bergumerheide (het huidige Noordbergum), 18 september 1901 – Franeker, 18 maart 1985) was een Fries schrijver en dichter. Brouwer publiceerde romans, toneelstukken en gedichten in het Fries. Deze werden vertaald naar het Nederlands en diverse andere talen. Zijn bekendste werk is De Gouden Swipe uit 1941, die verfilmd is door Steven de Jong. Het jongensboek Siderius de Granaet uit 1942, dat zich afspeelt in Dokkum, is in 2022 voor het eerst uitgegeven in Dokkumer dialect.

## Levensloop
Abe Brouwer werd geboren op 18 september 1901 in Bergumerheide bij Bergum. Na zijn school werkte hij als stratenmaker in Friesland. Daardoor kreeg hij meer interesse in de Friese taal. Daarna werkte hij in een gesticht voor zwakzinnigen in Eindhoven. Zijn carrière begon met het sturen van een gedicht naar het lokale Friese advertentieblad De Hepkema. Het ging hem bij het schrijven meer om het verhaal van de mensen dan de literaire beschrijvingen ervan. Als toneelschrijver schreef Brouwer vaak over het boerenleven. Samen met J.P. Wiersma was hij actief in het Nij Frysk Toaniel. Vooral vanwege zijn sterk in elkaar gezette personages waren Brouwers stukken populair. Ook werden zijn toneelstukken opgevoerd in het openluchttheater van Diever. Abe Brouwer overleed op 18 maart 1985 op 83-jarige leeftijd te Franeker.